# Revolução Industrial
A Revolução Industrial, também chamada de Primeira Revolução Industrial, foi a transição para novos processos de produção, na Grã-Bretanha, na Europa continental e nos Estados Unidos, a partir de c. 1760 até algum momento entre 1820 e 1840. Essa transição incluiu a passagem de métodos de produção manual para a produção mecânica, novos processos de fabricação de produtos químicos e metalúrgicos, o uso de energia a vapor e hidráulica, o desenvolvimento de máquinas-ferramentas e a ascensão do sistema fabril mecanizado. Além do aumento da produção, houve também, nesse período, um crescimento populacional sem precedentes. A indústria têxtil foi dominante da Revolução Industrial, em termos de geração de emprego, valor da produção e volume de capital, além de também ter sido a primeira a usar os novos métodos e técnicas.:40
A Revolução Industrial começou na Grã-Bretanha, onde também foram introduzidas as mais significativas inovações tecnológicas e arquitetônicas. Em meados do século XVIII, o Reino Unido era a principal nação comercial do mundo, controlando um império comercial global com colônias na América do Norte e no Caribe, além de ter grande hegemonia militar e política no subcontinente indiano; particularmente com o proto-industrializado Mughal Bengal, através das atividades da Companhia das Índias Orientais.
O desenvolvimento do comércio e a ascensão dos negócios estavam entre as principais causas da Revolução Industrial,:15 que marcou uma grande virada na história. Comparável apenas à adoção da agricultura pela humanidade no que diz respeito ao avanço material, a Revolução Industrial influenciou de alguma forma quase todos os aspectos da vida cotidiana. Em particular, a renda média e a população começaram a apresentar um crescimento sustentado sem precedentes. Alguns economistas disseram que o efeito mais importante da Revolução Industrial foi que o padrão de vida da população em geral no mundo ocidental começou a aumentar consistentemente pela primeira vez na história, embora outros tenham dito que não começou a melhorar significativamente até finais dos séculos XIX e XX. O PIB per capita era amplamente estável antes da do surgimento da economia capitalista moderna, sendo que a Revolução Industrial iniciou uma era de crescimento econômico per capita nas economias capitalistas. Os historiadores econômicos concordam que o início da Revolução Industrial é o evento mais importante na história da humanidade desde a domesticação de animais e plantas.
O início e o fim precisos da Revolução Industrial ainda são debatidos entre os historiadores, assim como o ritmo das mudanças econômicas e sociais.
 Eric Hobsbawm defendia que a Revolução Industrial começou na Grã-Bretanha na década de 1780 e não foi totalmente sentida até a década de 1830 ou 1840, enquanto T. S. Ashton sustentou que ocorreu aproximadamente entre 1760 e 1830. A rápida industrialização começou na Grã-Bretanha, começando com a fiação mecanizada na década de 1780, com altas taxas de crescimento na energia a vapor e na produção de ferro após 1800. A produção têxtil mecanizada se espalhou da Grã-Bretanha para a Europa continental e os Estados Unidos no início do século XIX, com importantes centros de têxteis, de ferro e de carvão surgindo na Bélgica e nos Estados Unidos e, posteriormente, na França.
Uma recessão econômica ocorreu do final da década de 1830 ao início da década de 1840, quando a adoção das primeiras inovações da Revolução Industrial, como fiação e tecelagem mecanizada, desaceleraram e seus mercados amadureceram. Inovações desenvolvidas no final do período, como a crescente adoção de locomotivas, navios a vapor e fundição de ferro a quente. Novas tecnologias, como o telégrafo elétrico, amplamente introduzidas nas décadas de 1840 e 1850, não eram poderosas o suficiente para impulsionar altas taxas de crescimento econômico, que começaram a ocorrer apenas a partir de 1870, decorrente de um novo conjunto de inovações no que se convencionou chamar de Segunda Revolução Industrial. Essas inovações incluíram novos processos de fabricação de aço, produção em massa, linhas de montagem, sistemas de rede elétrica, fabricação em larga escala de máquinas-ferramentas e o uso de máquinas cada vez mais avançadas em fábricas movidas a vapor.

## Etimologia
O primeiro uso registrado do termo "Revolução Industrial" parece ter sido em uma carta de 6 de julho de 1799 escrita pelo enviado francês Louis-Guillaume Otto, anunciando que a França havia entrado na corrida para industrializar. Em seu livro Keywords: A Vocabulary of Culture and Society, de 1976, Raymond Williams afirma na entrada para "indústria": "A ideia de uma nova ordem social baseada em grandes mudanças industriais era clara em Southey e Owen, entre 1811 e 1818, e estava implícita já em Blake no início da década de 1790 e Wordsworth na virada do século XIX". O termo Revolução Industrial aplicado à mudança tecnológica estava se tornando mais comum no final da década de 1830, como na descrição de Jérôme-Adolphe Blanqui em 1837 de la révolution industrielle.
Friedrich Engels em sua obra A Situação da Classe Trabalhadora na Inglaterra de 1844 falou de "uma revolução industrial, uma revolução que ao mesmo tempo mudou toda a sociedade civil". No entanto, embora Engels tenha escrito seu livro na década de 1840, ele não foi traduzido para o inglês até o final de 1800, e sua expressão não entrou na linguagem cotidiana até então. O crédito por popularizar o termo pode ser dado a Arnold Toynbee, cujas palestras de 1881 deram um relato detalhado do termo.
Historiadores econômicos e autores, como Mendels e Kenneth Pomeranz, argumentam que a proto-industrialização em partes da Europa, mundo islâmico, Império Mogol e China criou as condições sociais e econômicas que levaram à Revolução Industrial, causando assim a Grande Divergência. Alguns historiadores, como John Clapham e Nicholas Crafts, argumentaram que as mudanças econômicas e sociais ocorreram gradualmente e que o termo revolução é um equívoco. Este ainda é um assunto de debate entre alguns historiadores.

## Histórico
As causas da Revolução Industrial foram continuam a ser um tema de debate. No entanto, seis fatores facilitaram a industrialização: altos níveis de produtividade agrícola para fornecer excesso de mão de obra e alimentos; um conjunto de habilidades gerenciais e empreendedoras; portos, rios, canais e estradas disponíveis para transportar matérias-primas e produtos a baixo custo; recursos naturais como carvão, ferro e cachoeiras; estabilidade política e um sistema legal que apoiasse os negócios; e capital financeiro disponível para investir. Uma vez iniciada a industrialização na Grã-Bretanha, novos fatores podem ser adicionados, como a ânsia dos empresários britânicos em exportar conhecimento industrial e a vontade de importar o processo. A Grã-Bretanha atendeu aos critérios e se industrializou a partir do século XVIII e depois exportou o processo para a Europa Ocidental (especialmente Bélgica, França e Estados alemães) no início do século XIX. Os Estados Unidos copiaram o modelo britânico no início do século XIX e o Japão copiou os modelos da Europa Ocidental no final do século XIX.
Alguns historiadores acreditam que a Revolução Industrial foi uma consequência das mudanças sociais e institucionais trazidas pelo fim do feudalismo na Grã-Bretanha após a Guerra Civil Inglesa no século XVII, embora o feudalismo tenha começado a desmoronar após a Peste Negra de meados do século XIV, seguido por outras epidemias, até que a população atingiu um nível baixo no século XIV. Isso criou escassez de mão de obra e levou à queda dos preços dos alimentos e a um pico nos salários reais por volta de 1500, após o que o crescimento da população começou a reduzir os salários. A inflação causada pela degradação da moeda após 1540, seguida pelo aumento da oferta de metais preciosos nas Américas, fez com que os aluguéis de terras (geralmente arrendamentos de longo prazo que eram transferidos para os herdeiros por morte) caíssem em termos reais.
O movimento de cercamentos (enclosure) e a Revolução Agrícola Britânica tornaram a produção de alimentos mais eficiente e menos intensiva em mão-de-obra, forçando os agricultores que não podiam mais ser autossuficientes na agricultura para a indústria caseira, por exemplo, tecelagem e, a longo prazo, para as cidades e fábricas recém-desenvolvidas. A expansão colonial do século XVII com o desenvolvimento concomitante do comércio internacional, a criação de mercados financeiros e a acumulação de capital também são citados como fatores, assim como a Revolução Científica do século XVII. Uma mudança nos padrões de casamentos, que aconteciam cada vez mais tarde, tornou as pessoas capazes de acumular mais capital humano durante a juventude, incentivando assim o desenvolvimento econômico.
Até a década de 1980, os historiadores acadêmicos acreditavam universalmente que a inovação tecnológica era o coração da Revolução Industrial e que a principal tecnologia capacitadora era a invenção e o aprimoramento da máquina a vapor. O professor Ronald Fullerton sugeriu que técnicas inovadoras de marketing, práticas de negócios e concorrência também influenciaram as mudanças na indústria manufatureira.

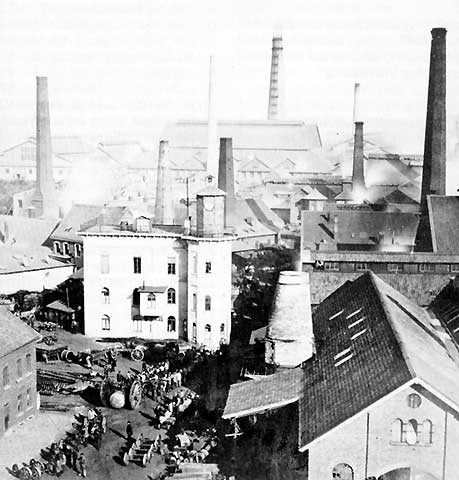
Fábrica da Krupp AG em Essen, 1864

Lewis Mumford propôs que a Revolução Industrial teve suas origens no início da Idade Média, muito antes da maioria das estimativas. Ele explica que o modelo para a produção em massa padronizada era a prensa tipográfica e que "o modelo arquetípico da era industrial era o relógio". Ele também cita a ênfase monástica na ordem e na cronometragem, bem como o fato de as cidades medievais terem em seu centro uma igreja com sinos tocando em intervalos regulares como sendo precursores necessários de uma maior sincronização necessária para manifestações posteriores, mais físicas, como como a máquina a vapor. A presença de um grande mercado doméstico também deve ser considerada um importante impulsionador da Revolução Industrial, explicando particularmente por que ela ocorreu na Grã-Bretanha. Em outras nações, como a França, os mercados eram divididos por regiões locais, que muitas vezes impunham pedágios e tarifas sobre mercadorias comercializadas entre elas.
A concessão dos governos de monopólios limitados aos inventores sob um sistema de patentes em desenvolvimento (o Estatuto dos Monopólios em 1623) é considerado um fator influente. Os efeitos das patentes, bons e ruins, no desenvolvimento da industrialização são claramente ilustrados na história da máquina a vapor, a principal tecnologia facilitadora. Em troca de revelar publicamente o funcionamento de uma invenção, o sistema de patentes recompensava inventores como James Watt, permitindo-lhes monopolizar a produção das primeiras máquinas a vapor, recompensando assim os inventores e aumentando o ritmo do desenvolvimento tecnológico. No entanto, os monopólios trazem consigo suas próprias ineficiências que podem contrabalançar, ou mesmo desequilibrar, os efeitos benéficos de divulgar a engenhosidade e recompensar os inventores. O monopólio de Watt impediu que outros inventores, como Richard Trevithick, William Murdoch ou Jonathan Hornblower, a quem Boulton e Watt processaram, introduzissem motores a vapor aprimorados, retardando assim a disseminação da energia a vapor.

### Avanços tecnológicos
O início da Revolução Industrial está intimamente ligado a um pequeno número de inovações, a partir da segunda metade do século XVIII. Na década de 1830, os seguintes ganhos foram obtidos em tecnologias importantes:
- Têxteis - a fiação mecanizada de algodão alimentada por vapor ou água aumentou a produção de um trabalhador por um fator de cerca de 500. O tear elétrico aumentou a produção de um trabalhador em um fator de mais de 40.[47] O descaroçador de algodão aumentou a produtividade de remover sementes de algodão por um fator de 50.[22][48] Grandes ganhos de produtividade também ocorreram na fiação e tecelagem de lã e linho, mas não eram tão grandes quanto no algodão;[2]
- Máquina a vapor - a eficiência dos motores a vapor aumentou, de modo que eles usaram entre um quinto e um décimo do combustível. A adaptação de motores a vapor estacionários ao movimento rotativo os tornou adequados para usos industriais.[2]:82 O motor de alta pressão tinha uma alta relação potência / peso, tornando-o adequado para o transporte. A energia do vapor sofreu uma rápida expansão após 1800. As primeiras máquinas a vapor foram construídas na Inglaterra durante o século XVIII. Retiravam a água acumulada nas minas de ferro e de carvão e fabricavam tecidos. Graças a essas máquinas, a produção de mercadorias aumentou muito. E os lucros dos burgueses donos de fábricas cresceram na mesma proporção. Por isso, os empresários ingleses começaram a investir na instalação de indústrias.[49]
- Fabricação de ferro - a substituição de coque por carvão reduziu bastante o custo de combustível da produção de ferro gusa e ferro forjado.[2]:89–93 O uso de coque também permitiu a produção de altos fornos,[50][51] resultando em economias de escala. O motor a vapor começou a ser usado para bombear água e para propulsionar o ar de combustão em meados da década de 1750, permitindo um grande aumento na produção de ferro, superando a limitação da potência da água.[52] O cilindro de sopro de ferro fundido foi usado pela primeira vez em 1760. Mais tarde foi aprimorado, tornando-o de dupla ação, o que permitiu temperaturas mais altas do alto-forno. O processo de formação de poças produziu um ferro de qualidade estrutural a um custo menor do que a forno de fundição.[53] O laminador era quinze vezes mais rápido que martelar ferro forjado. O sopro quente (1828) aumentou consideravelmente a eficiência de combustível na produção de ferro nas décadas seguintes;
- Invenção de máquinas-ferramentas - As primeiras máquinas-ferramentas foram inventadas. Estas incluíam o torno de corte de parafuso, a máquina de perfuração de cilindros e a máquina de fresagem. As máquinas-ferramentas possibilitaram a fabricação econômica de peças metálicas de precisão, embora tenham sido necessárias várias décadas para desenvolver técnicas eficazes.[54]

## Efeitos sociais

### Padrão de vida

O PIB per capita mudou muito pouco durante a maior parte da história humana até o início da Revolução Industrial

Alguns economistas, como Robert Lucas, Jr., dizem que o efeito real da Revolução Industrial foi que "pela primeira vez na história, os padrões de vida das massas de pessoas comuns começaram a sofrer um crescimento sustentado ... Nada remotamente parecido com esse comportamento econômico é mencionado pelos economistas clássicos, mesmo como uma possibilidade teórica."  Outros, no entanto, argumentam que, embora o crescimento das forças produtivas gerais da economia não tenha precedentes durante a Revolução Industrial, os padrões de vida da maioria da população não cresceram significativamente até o final do século XIX e XX e que, em muitos aspectos, os padrões de vida dos trabalhadores declinou sob o capitalismo inicial: por exemplo, estudos mostraram que os salários reais na Grã-Bretanha aumentaram apenas 15% entre as décadas de 1780 e 1850, enquanto a expectativa de vida não começou a aumentar dramaticamente até a década de 1870. Da mesma forma, a altura média da população diminuiu durante a Revolução Industrial, o que implica que seu estado nutricional também estava diminuindo. Os salários reais não estavam acompanhando o preço dos alimentos.
Durante a Revolução Industrial, a esperança de vida das crianças aumentou dramaticamente. A porcentagem de crianças nascidas em Londres que morreram antes dos cinco anos diminuiu de 74,5% em 1730-1749 para 31,8% em 1810-1829. Os efeitos sobre as condições de vida da Revolução Industrial foram muito controversos e muito debatidos por historiadores econômicos e sociais das décadas de 1950 a 1980. Uma série de ensaios da década de 1950 de Henry Phelps Brown e Sheila V. Hopkins estabeleceu mais tarde o consenso acadêmico de que a maior parte da população, que estava na base da escala social, sofreu severas reduções em seus padrões de vida nesse período histórico. Entre 1813 e 1913, por exemplo, houve um aumento significativo nos salários dos trabalhadores.

#### Fome nutrição
A fome crônica e a desnutrição eram as normas para a maioria da população do mundo, incluindo a Grã-Bretanha e a França, até o final do século XIX. Até cerca de 1750, em grande parte devido à desnutrição, a expectativa de vida na França era de cerca de 35 anos e cerca de 40 anos na Grã-Bretanha. A população dos Estados Unidos da época era alimentada adequadamente, muito mais alta em média e tinha uma expectativa de vida de 45 a 50 anos, embora a expectativa de vida estadunidense tenha diminuído alguns anos em meados do século XIX. O consumo de alimentos per capita também diminuiu durante um episódio conhecido como o Antebellum Puzzle.
As tecnologias iniciais da Revolução Industrial, como têxteis mecanizados, ferro e carvão, pouco ou nada fizeram para baixar os preços dos alimentos. Na Grã-Bretanha e nos Países Baixos, a oferta de alimentos aumentou antes da Revolução Industrial devido a melhores práticas agrícolas; no entanto, a população também cresceu, como observado por Thomas Malthus. Essa condição é chamada de armadilha malthusiana e finalmente começou a ser superada por melhorias de transporte, como canais, estradas melhoradas e navios a vapor. Ferrovias e navios a vapor foram introduzidos perto do final da Revolução Industrial.

#### Habitação

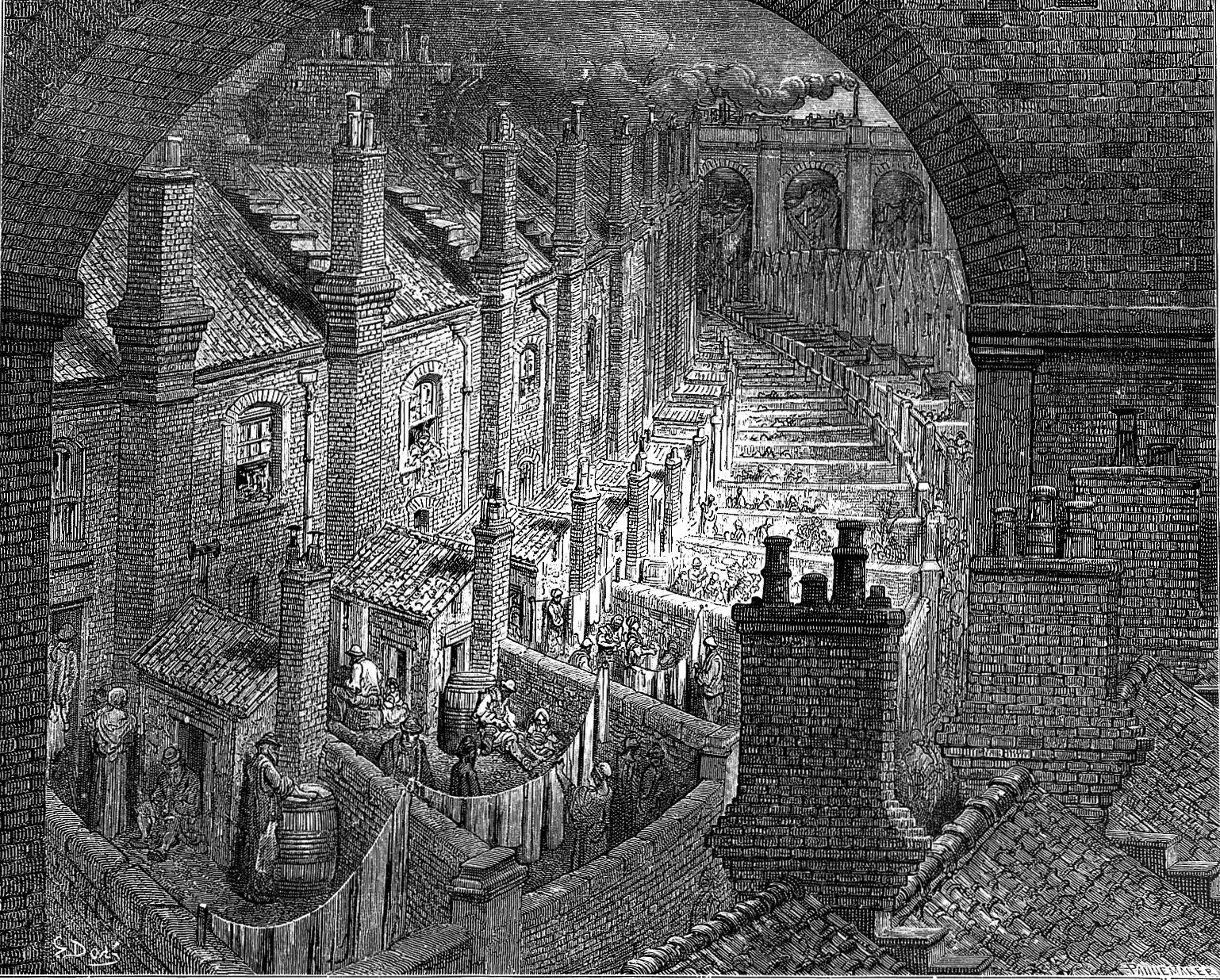
Representação artística das favelas de Londres no século XIX

O rápido crescimento populacional no século XIX incluiu as novas cidades industriais e manufatureiras, bem como centros de serviços como Edimburgo e Londres. O fator crítico era o financiamento, que era administrado por sociedades de construção que lidavam diretamente com grandes empresas contratantes. Aluguel privado de proprietários de habitação era a posse dominante. P. Kemp diz que isso geralmente era uma vantagem para os inquilinos. As pessoas se mudavam tão rapidamente que não havia capital suficiente para construir moradias adequadas para todos, então os recém-chegados de baixa renda se espremiam em favelas cada vez mais superlotadas. As instalações de água potável, saneamento e saúde pública eram inadequadas; a taxa de mortalidade era alta, especialmente a mortalidade infantil e a tuberculose entre os adultos jovens. A cólera de água poluída e a febre tifóide eram endêmicas. Ao contrário das áreas rurais, não houve fomes como a que devastou a Irlanda na década de 1840.
Uma grande literatura de exposição cresceu condenando as condições insalubres. De longe, a publicação mais famosa foi de um dos fundadores do movimento socialista, A Situação da Classe Trabalhadora na Inglaterra, em 1844, Friedrich Engels descreveu as ruas secundárias de Manchester e outras cidades industriais, onde as pessoas viviam em barracos rústicos, alguns não completamente fechadox, alguns com chão de terra batida. Essas favelas tinham passagens estreitas entre lotes e moradias de formato irregular. Não havia instalações sanitárias. A densidade populacional era extremamente alta.

### Alfabetização e industrialização

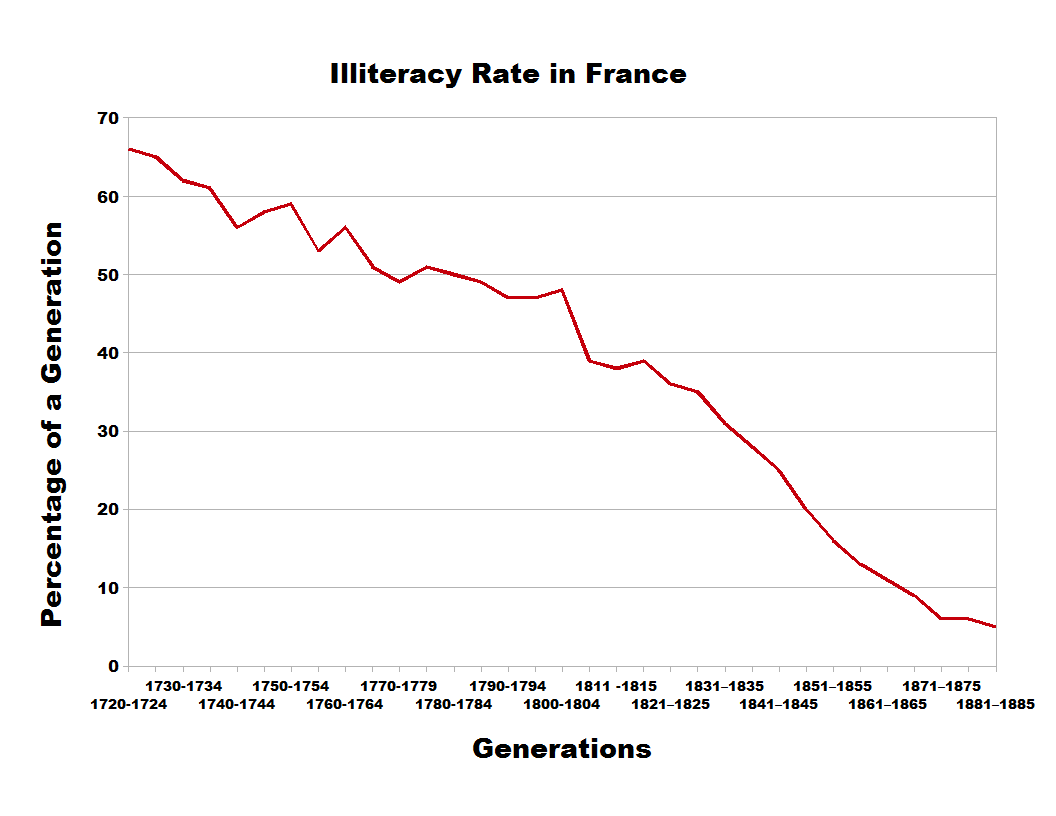
Evolução da taxa de analfabetismo na França entre 1720 a 1885

A industrialização moderna começou na Inglaterra e na Escócia no século XVIII, onde havia níveis relativamente altos de alfabetização entre os agricultores, especialmente na Escócia. Isso permitiu o recrutamento de artesãos alfabetizados, trabalhadores qualificados, capatazes e gerentes que supervisionavam as fábricas têxteis e minas de carvão emergentes. Grande parte do trabalho não era qualificado e, especialmente nas fábricas têxteis, crianças de até oito anos se mostravam úteis para lidar com as tarefas domésticas e aumentar a renda familiar. De fato, as crianças foram retiradas da escola para trabalhar ao lado de seus pais nas fábricas. No entanto, em meados do século XIX, forças de trabalho não qualificadas eram comuns na Europa Ocidental e a indústria britânica cresceu, precisando de muito mais engenheiros e trabalhadores qualificados que pudessem lidar com instruções técnicas e lidar com situações complexas. A alfabetização era essencial para ser contratado.
A invenção da máquina de papel e a aplicação da energia a vapor aos processos industriais de impressão apoiaram uma expansão maciça da publicação de jornais e panfletos, o que contribuiu para aumentar a alfabetização e as demandas por participação política em massa.

### Vestuário e bens de consumo

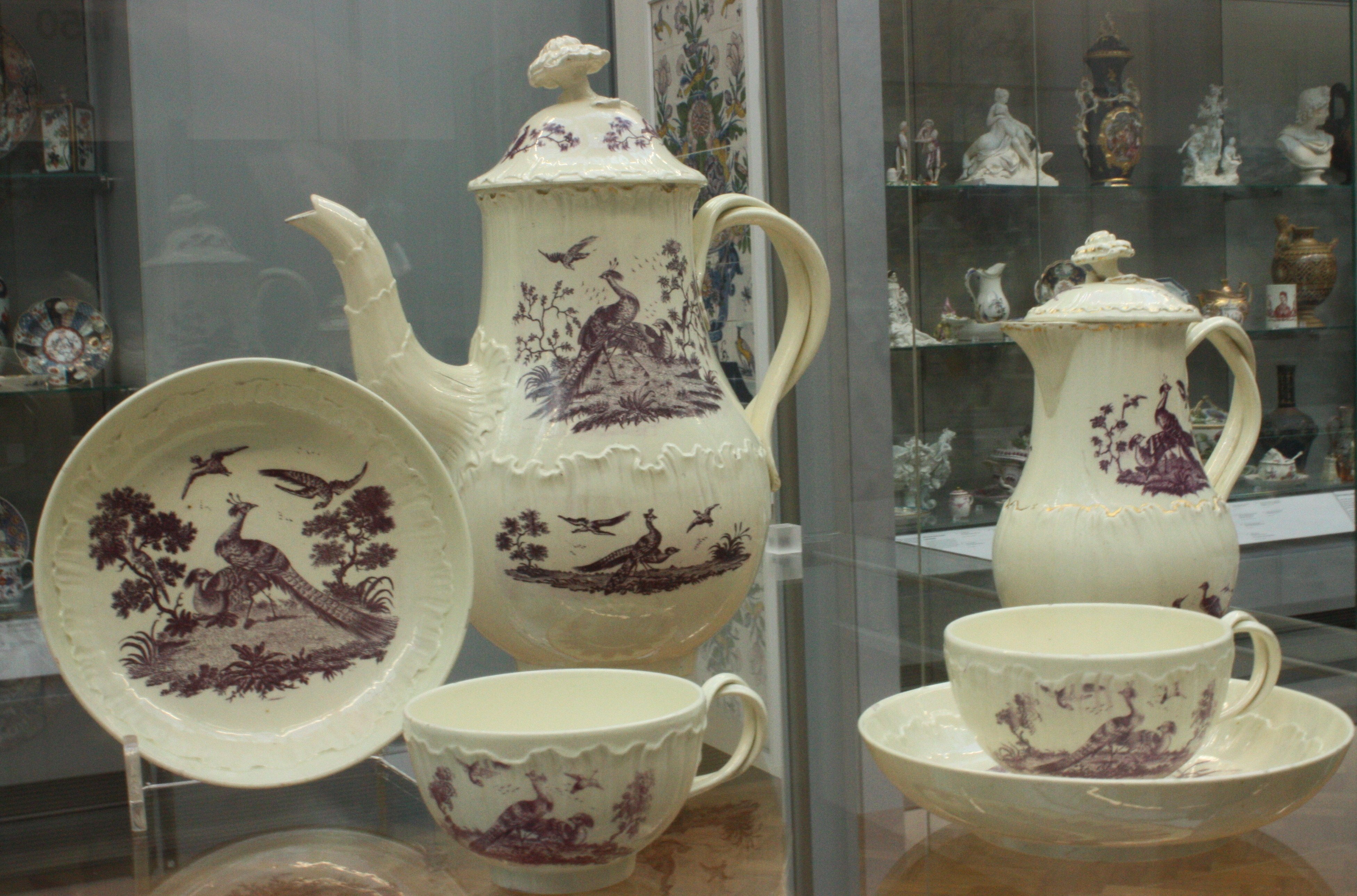
Conjunto de porcelana Wedgwood para chá e café

Os consumidores se beneficiaram com a queda dos preços de roupas e artigos domésticos, como utensílios de cozinha de ferro fundido e, nas décadas seguintes, fogões para cozinhar e aquecimento. Café, chá, açúcar, tabaco e chocolate tornaram-se acessíveis para muitos na Europa. A revolução do consumo na Inglaterra do início dos anos 1600 até aproximadamente 1750 viu um aumento acentuado no consumo e na variedade de bens e produtos de luxo por indivíduos de diferentes origens econômicas e sociais. Com melhorias na tecnologia de transporte e fabricação, as oportunidades de compra e venda tornaram-se mais rápidas e eficientes do que as anteriores. O comércio têxtil em expansão no norte da Inglaterra fez com que o terno de três peças se tornasse acessível às massas. Fundada por Josiah Wedgwood em 1759, a porcelana Wedgwood estava começando a se tornar uma característica comum nas mesas de jantar. A crescente prosperidade e mobilidade social no século XVIII aumentou o número de pessoas com rendimento disponível para consumo e começou a surgir a comercialização de bens (da qual Wedgwood foi pioneiro) para os particulares, em oposição aos artigos para o lar e a nova classificação dos bens como símbolos de status relacionados às mudanças na moda e desejados pelo apelo estético.
Com o rápido crescimento das vilas e cidades, fazer compras tornou-se uma parte importante da vida cotidiana. Vitrines e compra de mercadorias tornaram-se uma atividade cultural por direito próprio e muitas lojas exclusivas foram abertas em bairros urbanos elegantes: em Strand e Piccadilly em Londres, por exemplo, e em cidades termais como Bath e Harrogate. A prosperidade e a expansão em indústrias manufatureiras, como cerâmica e metalurgia, aumentaram drasticamente a escolha do consumidor. Onde antes os trabalhadores comiam em pratos de metal com implementos de madeira, os trabalhadores comuns agora jantavam em porcelana Wedgwood. Os consumidores passaram a exigir uma série de novos utensílios domésticos e móveis: facas e garfos de metal, por exemplo, além de tapetes, espelhos, fogões, panelas, frigideiras, relógios e uma estonteante variedade de móveis. A era do consumo em massa havia chegado.— Georgian Britain, The rise of consumerism, Dr. Matthew White, Biblioteca Britânica.

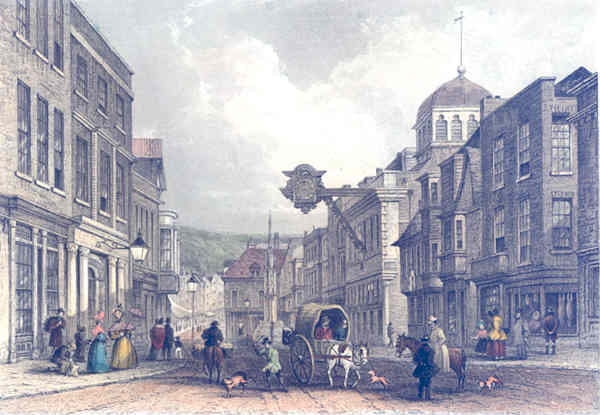
Rua High de Winchester, 1853. O número de "High Streets" (nome comum das principais rua de varejo na Grã-Bretanha) cresceu rapidamente no século XVIII.

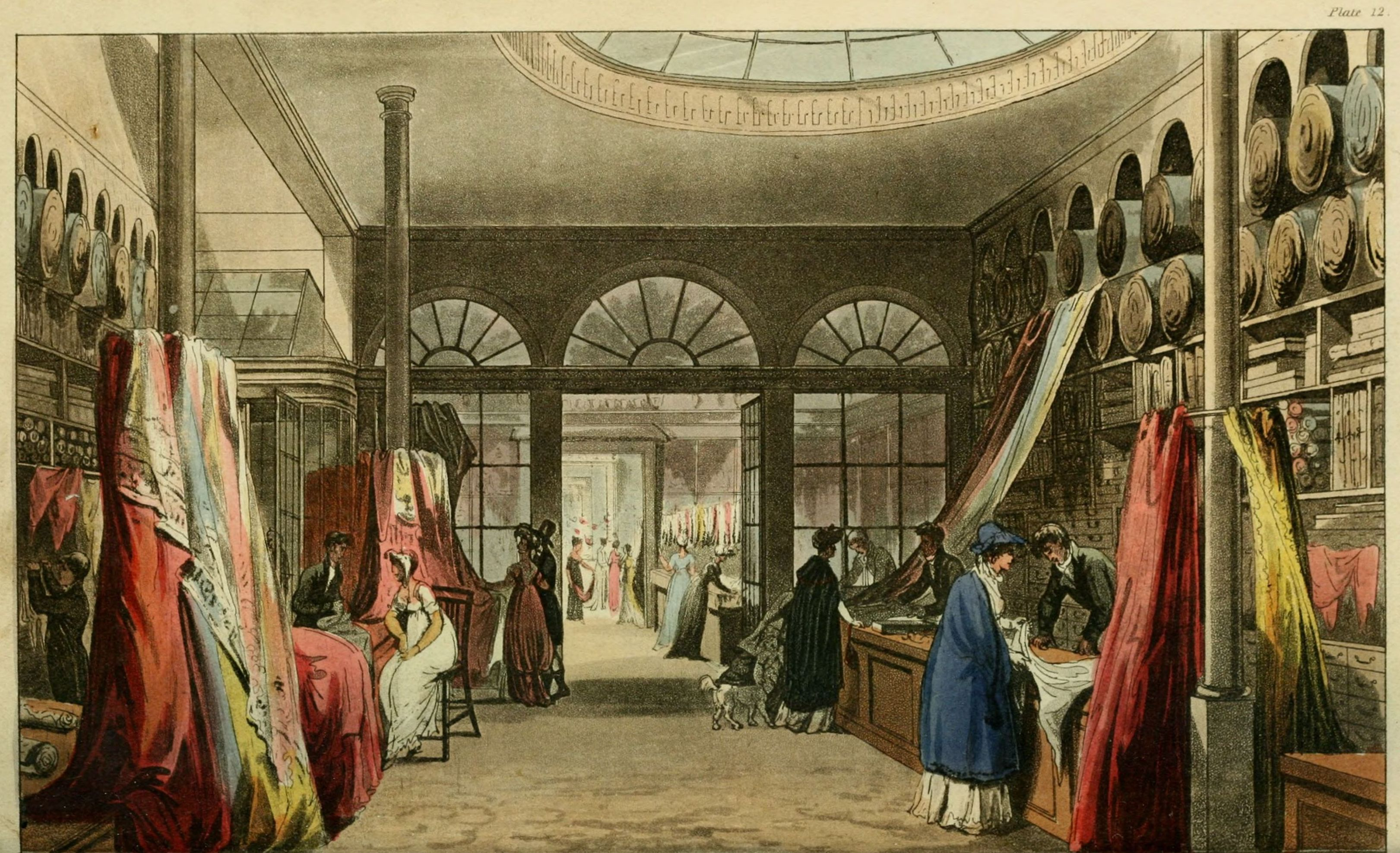
A Harding, Howell & Co., em Pall Mall, Londres, candidata ao título de primeira loja de departamentos do mundo

Novos negócios em vários setores apareceram em vilas e cidades em toda a Grã-Bretanha. A confeitaria foi uma dessas indústrias que viu uma rápida expansão. Segundo a historiadora de alimentos Polly Russell "chocolate e biscoitos tornaram-se produtos para as massas, graças à Revolução Industrial e aos consumidores que ela criou. Em meados do século XIX, biscoitos doces eram uma indulgência acessível e os negócios estavam crescendo. Fabricantes como Huntley & Palmers em Reading, Carr's em Carlisle e McVitie's em Edimburgo transformaram-se de pequenas empresas familiares em operações de última geração". Em 1847, a Fry's de Bristol produziu a primeira barra de chocolate do mundo. Seu concorrente, a Cadbury de Birmingham, foi a primeira a comercializar a associação entre confeitaria e romance quando eles produziram uma caixa de chocolates em forma de coração para o Dia dos Namorados de 1868. A loja de departamento tornou-se uma característica comum nas principais ruas da Grã-Bretanha, com a Harding, Howell & Co., inaugurada em 1796 no Pall Mall, em Londres, sendo considerada uma das primeiras lojas de departamentos.
Além das mercadorias serem vendidas no crescente número de lojas, os vendedores ambulantes eram comuns em um país cada vez mais urbanizado:
Multidões fervilhavam em todas as vias. Dezenas de vendedores ambulantes 'choravam' mercadorias de um lugar para outro, anunciando a riqueza de bens e serviços oferecidos. Leiteiras, vendedoras de laranja, donas de peixe e homens de torta, por exemplo, todos andavam pelas ruas oferecendo seus diversos produtos à venda, enquanto amoladores de facas e consertadores de cadeiras e móveis quebrados podiam ser encontrados nas esquinas das ruas.— Georgian Britain, The rise of consumerism, Dr. Matthew White, Biblioteca Britânica.
Uma das primeiras empresas de refrigerantes, R. White's Lemonade, começou em 1845 vendendo bebidas em Londres em um carrinho de mão.
O aumento das taxas de alfabetização, a industrialização e a invenção da ferrovia criaram um novo mercado para literatura popular barata para as massas e a capacidade de sua circulação em grande escala. Os penny dreadfuls foram criados na década de 1830 para atender a essa demanda. O The Guardian descreveu os penny dreadfuls como "o primeiro gosto da cultura popular produzida em massa pela Grã-Bretanha para os jovens" e "o equivalente vitoriano dos videogames". Nas décadas de 1860 e 1870, mais de um milhão de periódicos masculinos eram vendidos por semana. Rotulado como "autor-empreendedor" pela Paris Review, Charles Dickens usou inovações da revolução para vender seus livros, como as novas e poderosas impressoras, o aumento das receitas publicitárias e a expansão das ferrovias. Seu primeiro romance, The Pickwick Papers (1836), tornou-se um fenômeno editorial, com seu sucesso sem precedentes provocando inúmeros spin-offs e mercadorias que vão desde charutos Pickwick, cartas de baralho, estatuetas de porcelana, quebra-cabeças de Sam Weller, graxa de botas Weller e livros de piadas. Nicholas Dames no The Atlantic escreve: "'Literatura' não é uma categoria grande o suficiente para Pickwick. Ele definiu algo novo que aprendemos a chamar de 'entretenimento'".
Em 1861, o empresário galês Pryce Pryce-Jones formou o primeiro negócio de venda por correspondência, uma ideia que mudaria a natureza do varejo. Vendendo flanela galesa, ele criou catálogos de pedidos pelo correio pela primeira vez — isso após o Uniform Penny Post em 1840 e a invenção do selo postal (Penny Black), onde se cobrava um centavo por transporte e entrega entre quaisquer dois locais no Reino Unido, independentemente da distância — e as mercadorias eram entregues em todo o Reino Unido através do sistema ferroviário recém-criado. À medida que a rede ferroviária se expandia para o exterior, o mesmo acontecia com seus negócios.

### Aumento da população
A Revolução Industrial foi o primeiro período da história em que houve um aumento simultâneo da população e da renda per capita.
De acordo com Robert Hughes em The Fatal Shore, a população da Inglaterra e do País de Gales, que permaneceu estável em seis milhões de 1700 a 1740, aumentou drasticamente após 1740. A população da Inglaterra mais que dobrou de 8,3 milhões em 1801 para 16,8 milhões em 1850 e, em 1901, quase dobrou novamente para 30,5 milhões.
Melhores condições levaram a população da Grã-Bretanha a aumentar de 10 milhões a 40 milhões em 1800. A população da Europa aumentou de cerca de 100 milhões em 1700 a 400 milhões em 1900.

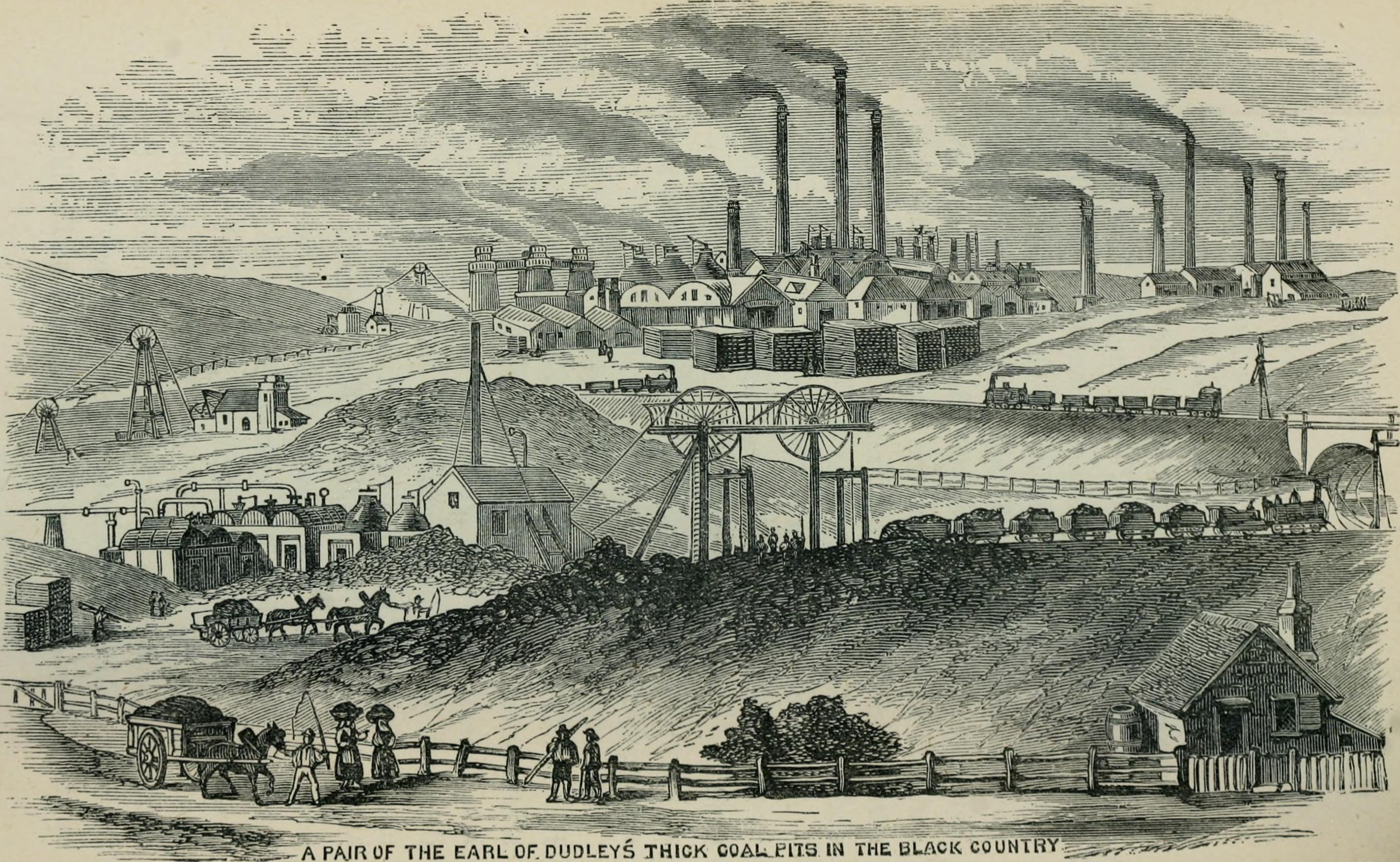
O "Black Country", em Midlands Ocidentais, Inglaterra, a oeste de Birmingham, nos anos 1870

O crescimento da indústria moderna desde o final do século XVIII levou à urbanização maciça e ao surgimento de novas grandes cidades, primeiro na Europa e depois em outras regiões, à medida que novas oportunidades trouxeram um grande número de migrantes de comunidades rurais para áreas urbanas. Em 1800, apenas 3% da população mundial vivia em cidades, em comparação com quase 50% no início do século XXI.
A industrialização levou à criação da fábrica. O sistema fabril contribuiu para o crescimento das áreas urbanas, pois grande número de trabalhadores migrou para as cidades em busca de trabalho nas fábricas. Em nenhum lugar isso foi mais bem ilustrado do que nas fábricas e indústrias associadas de Manchester, apelidada de "Cottonopolis" (cotton é algodão em inglês), e a primeira cidade industrial do mundo. Manchester experimentou um aumento de seis vezes em sua população entre 1771 e 1831. A cidade tinha uma população de 10 mil pessoas em 1717, mas em 1911 havia crescido para 2,3 milhões de habitantes. Bradford cresceu 50% a cada dez anos entre 1811 e 1851 e em 1851 apenas 50% da população de Bradford realmente nasceu lá.

### Efeito sobre as mulheres e a vida familiar

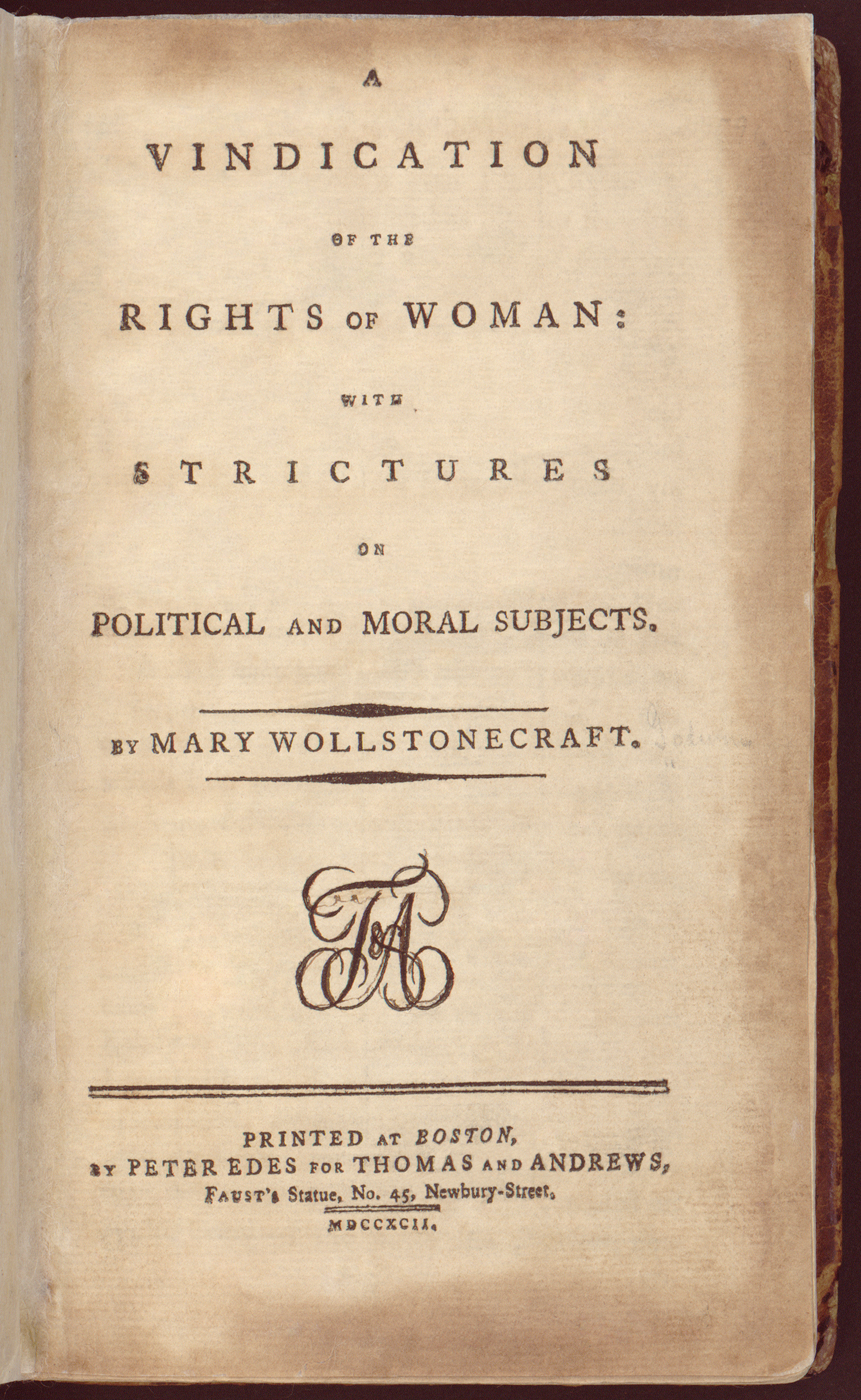
Página inicial da primeira edição estadunidense de Uma Reivindicação pelos Direitos da Mulher

As historiadoras das mulheres debateram o efeito da Revolução Industrial e do capitalismo em geral sobre o status das mulheres. Tomando um lado pessimista, Alice Clark argumentou que, quando o capitalismo chegou à Inglaterra do século XVII, rebaixou o estatuto das mulheres, pois elas perderam muito de sua importância econômica. Clark argumenta que na Inglaterra do século XVI, as mulheres estavam envolvidas em muitos aspectos da indústria e da agricultura. O lar era uma unidade central de produção e as mulheres desempenhavam um papel vital na administração das fazendas e em alguns comércios e latifúndios. Seus úteis papéis econômicos lhes davam uma espécie de igualdade com seus maridos. No entanto, argumenta Clark, à medida que o capitalismo se expandiu no século XVII, houve cada vez mais divisão de trabalho com o marido assumindo empregos remunerados fora de casa e a esposa reduzida a trabalhos domésticos não remunerados. As mulheres das classes média e alta estavam confinadas a uma existência doméstica ociosa, supervisionando os criados; mulheres de classe baixa foram forçadas a aceitar empregos mal pagos. O capitalismo, portanto, teve um efeito negativo sobre as mulheres poderosas.
Numa interpretação mais positiva, Ivy Pinchbeck argumenta que o capitalismo criou as condições para a emancipação das mulheres. Tilly e Scott enfatizaram a continuidade do status das mulheres, encontrando três estágios na história inglesa. Na era pré-industrial, a produção era principalmente para uso doméstico e as mulheres produziam grande parte das necessidades das famílias. O segundo estágio foi a "economia assalariada familiar" do início da industrialização; toda a família dependia do salário coletivo de seus membros, incluindo marido, mulher e filhos mais velhos. O terceiro estágio, ou moderno, é a "economia de consumo familiar", na qual a família é o local de consumo e as mulheres são empregadas em grande número no varejo e em empregos administrativos para sustentar os padrões crescentes de consumo.
Ideias de economia e trabalho árduo caracterizaram as famílias de classe média quando a Revolução Industrial varreu a Europa. Esses valores foram exibidos no livro Self-Help, de Samuel Smiles, no qual ele afirma que a miséria das classes mais pobres era "voluntária e autoimposta – resultado da ociosidade, falta de parcimônia, intemperança e má conduta".

### Condições de trabalho

#### Estrutura social
Em termos de estrutura social, a Revolução Industrial testemunhou o triunfo de uma classe média de industriais e empresários sobre uma classe latifundiária da nobreza. Os trabalhadores comuns encontraram maiores oportunidades de emprego nas novas usinas e fábricas, mas muitas vezes em condições de trabalho estritas, com longas horas de trabalho dominadas por um ritmo estabelecido por máquinas. Até o ano de 1900, a maioria dos trabalhadores industriais nos Estados Unidos ainda trabalhava 10 horas por dia (12 horas na indústria siderúrgica), mas ganhava de 20% a 40% menos do que o mínimo considerado necessário para uma vida decente; no entanto, a maioria dos trabalhadores em têxteis, que era de longe a indústria líder em termos de emprego, eram mulheres e crianças. Para os trabalhadores das classes trabalhadoras, a vida industrial "era um deserto pedregoso, que eles tiveram que tornar habitável por seus próprios esforços". Além disso, as duras condições de trabalho eram predominantes muito antes da Revolução Industrial. A sociedade pré-industrial era muito estática e muitas vezes cruel – trabalho infantil, condições de vida sujas e longas jornadas de trabalho já eram prevalentes antes da Revolução Industrial.

#### Trabalho infantil

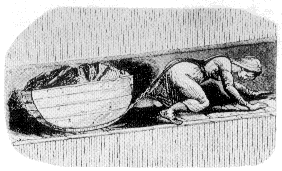
Jovem puxando uma tina de carvão ao longo de uma galeria de mina

A Revolução Industrial levou a um aumento populacional, mas as chances de sobreviver à infância não melhoraram, embora as taxas de mortalidade infantil tenham sido reduzidas acentuadamente. Ainda havia oportunidades limitadas para a educação e esperava-se que as crianças trabalhassem. Os empregadores podiam pagar menos a uma criança do que a um adulto, embora sua produtividade fosse comparável; não havia necessidade de força para operar uma máquina industrial e, como o sistema industrial era completamente novo, não havia trabalhadores adultos experientes. Isso fez do trabalho infantil popular na fabricação durante as fases iniciais da Revolução Industrial entre os séculos XVIII e XIX. Na Inglaterra e na Escócia, em 1788, dois terços dos trabalhadores de 143 fábricas de algodão movidas a água eram descritos como crianças.

#### Organização do trabalho

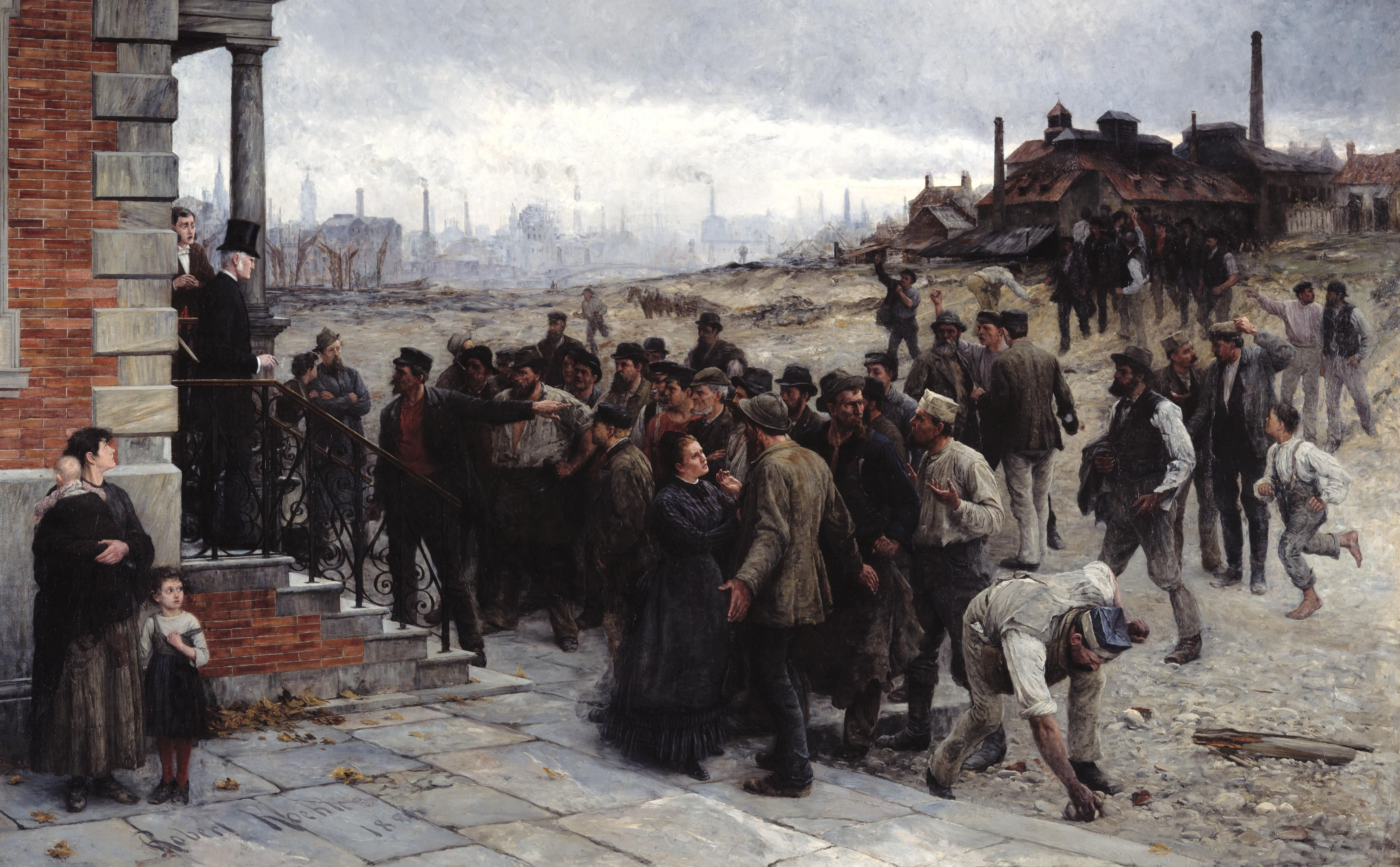
Trabalhadores agitados enfrentam o dono da fábrica em A Greve, obra de Robert Koehler em 1886

A Revolução Industrial concentrou o trabalho em usinas, fábricas e minas, facilitando assim a organização de sindicatos para ajudar a promover os direitos dos trabalhadores. O poder de um sindicato poderia exigir melhores condições, retirando todo o trabalho e causando uma conseqüente cessação da produção. Os empregadores tiveram que decidir entre ceder às demandas sindicais com um custo para si ou sofrer o custo da produção perdida. Os trabalhadores qualificados eram difíceis de substituir e esses foram os primeiros grupos a avançar com sucesso em suas condições por meio desse tipo de barganha.
O principal método que os sindicatos usaram para efetuar a mudança foi a greve. Muitas greves foram eventos dolorosos para ambos os lados, os sindicatos e a administração. Na Grã-Bretanha, o Combination Act 1799 proibiu os trabalhadores de formar qualquer tipo de sindicato até sua revogação em 1824. Mesmo depois disso, os sindicatos ainda eram severamente restringidos. Um jornal britânico em 1834 descreveu os sindicatos como "as instituições mais perigosas que já foram autorizadas a criar raízes, sob o abrigo da lei, em qualquer país...".

#### Luditas
A rápida industrialização da economia inglesa custou a muitos artesãos seus empregos. O movimento começou primeiro com trabalhadores de rendas e meias perto de Nottingham e se espalhou para outras áreas da indústria têxtil devido à industrialização precoce. Muitos tecelões também se viram repentinamente desempregados, pois não podiam mais competir com máquinas que exigiam apenas trabalho relativamente limitado (e não qualificado) para produzir mais tecidos do que um único tecelão. Muitos desses trabalhadores desempregados, tecelões e outros voltaram sua animosidade para as máquinas que haviam tomado seus empregos e começaram a destruir fábricas e maquinário. Esses atacantes ficaram conhecidos como luditas, supostamente seguidores de Ned Ludd, uma figura do folclore local. Os primeiros ataques do movimento ludita começaram em 1811. Os luditas rapidamente ganharam popularidade e o governo britânico tomou medidas drásticas, usando a milícia ou o exército para proteger a indústria. Aqueles desordeiros que foram pegos foram julgados e enforcados, ou foram desterrados.

### Efeito no ambiente

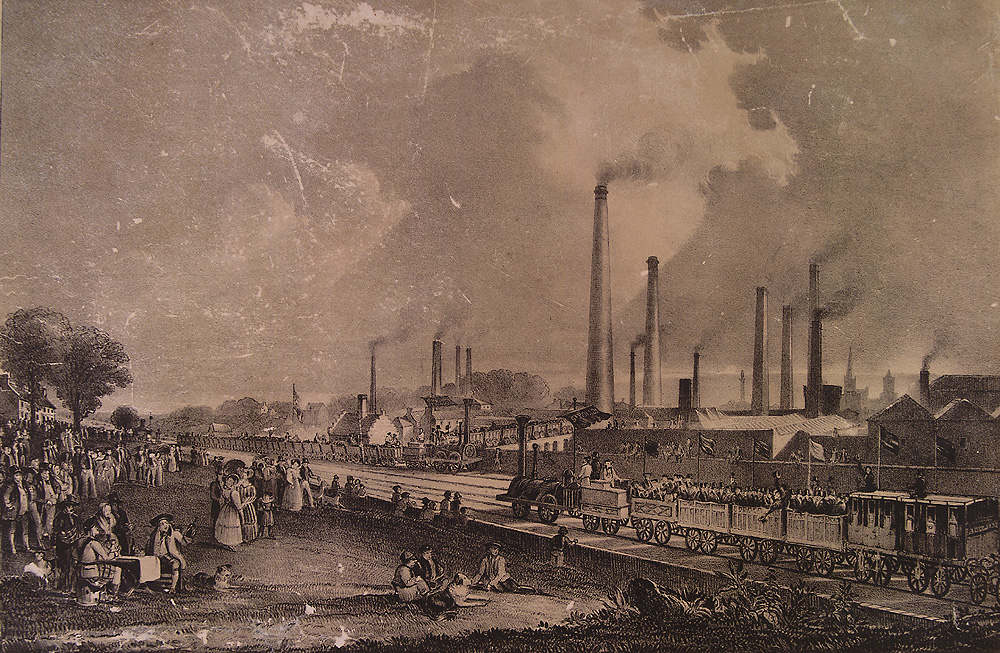
Os níveis de poluição do ar aumentaram durante a Revolução Industrial, provocando as primeiras leis ambientais modernas a serem aprovadas em meados do século XIX

As origens do movimento ambientalista estão na resposta aos níveis crescentes de poluição por fumaça na atmosfera durante a Revolução Industrial. O surgimento de grandes fábricas e o concomitante crescimento imenso do consumo de carvão deram origem a um nível sem precedentes de poluição do ar nos centros industriais; depois de 1900, o grande volume de descargas químicas industriais aumentou a carga crescente de dejetos humanos não tratados.
A indústria de gás manufaturado começou nas cidades britânicas em 1812-1820. A técnica utilizada produzia efluentes altamente tóxicos que eram despejados em sistemas de esgotos e rios. As empresas de gás foram repetidamente processadas em processos por incômodo. Elas geralmente perdiam e modificavam as piores práticas. A cidade de Londres acusou repetidamente empresas de gás na década de 1820 por poluir o rio Tâmisa e envenenar seus peixes. Finalmente, o Parlamento britânico redigiu cartas de empresas para regular a toxicidade. A indústria chegou aos Estados Unidos por volta de 1850 causando poluição e processos judiciais.
Nas cidades industriais, especialistas e reformadores locais, especialmente depois de 1890, assumiram a liderança na identificação da degradação e poluição ambiental e iniciaram movimentos de base para exigir e realizar reformas. Normalmente, a maior prioridade foi para a poluição da água e do ar. A Coal Smoke Abatement Society foi formada na Grã-Bretanha em 1898, tornando-se uma das mais antigas ONGs ambientais. Foi fundada pelo artista Sir William Blake Richmond, frustrado com a nuvem de fumaça de carvão. Embora houvesse leis anteriores, a Lei de Saúde Pública de 1875 exigia que todos os fornos e lareiras consumissem sua própria fumaça. Também previa sanções contra fábricas que emitiam grandes quantidades de fumaça preta. As disposições desta lei foram estendidas em 1926 com a Lei de Redução de Fumaça para incluir outras emissões, como fuligem, cinzas e partículas arenosas, e para capacitar as autoridades locais a impor seus próprios regulamentos.